# Sighișoara
Sighișoara (ungarsk: Segesvár, tysk: Schäßburg) er en by i distriktet Mureș i Rumænien. Byen har 23.927 (2021) indbyggere.
Byen blev grundlagt af tyske indvandrere i middelalderen. Vlad Țepeș blev født her i 1431. Byens historiske centrum er på UNESCOs verdensarvsliste. Sidste weekend i juli er der en middelaldersfest.
Man mener, at den ungarske digter Sándor Petőfi døde nær byen ved slaget ved Segesvár i 1849.
- Sighișoara by night
- Sighișoara by night: Main Entrance
- Sighișoara by night: Tower
- Gade i den gamle by